# NGC 6271
NGC 6271 (również PGC 59365) – galaktyka soczewkowata (S0?), znajdująca się w gwiazdozbiorze Herkulesa. Odkrył ją Albert Marth 28 czerwca 1864 roku.